# 홍콩 공원

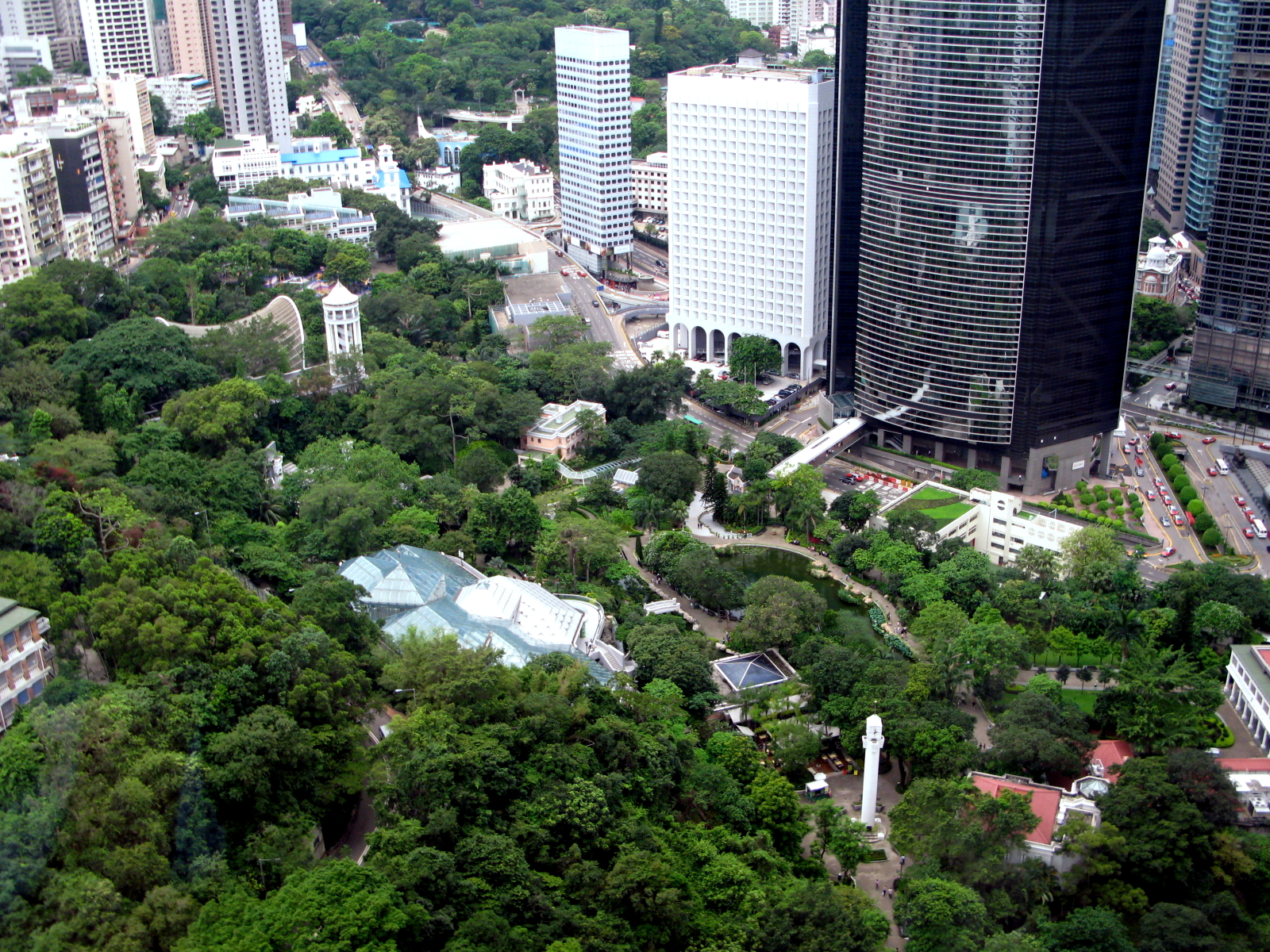
홍콩 공원의 모습

홍콩 공원(중국어 간체자: 香港公园, 정체자: 香港公園, 병음: Xiānggǎng Gōngyuán)은 홍콩 홍콩섬 중완에 있는 공원이다.

## 역사적 건물

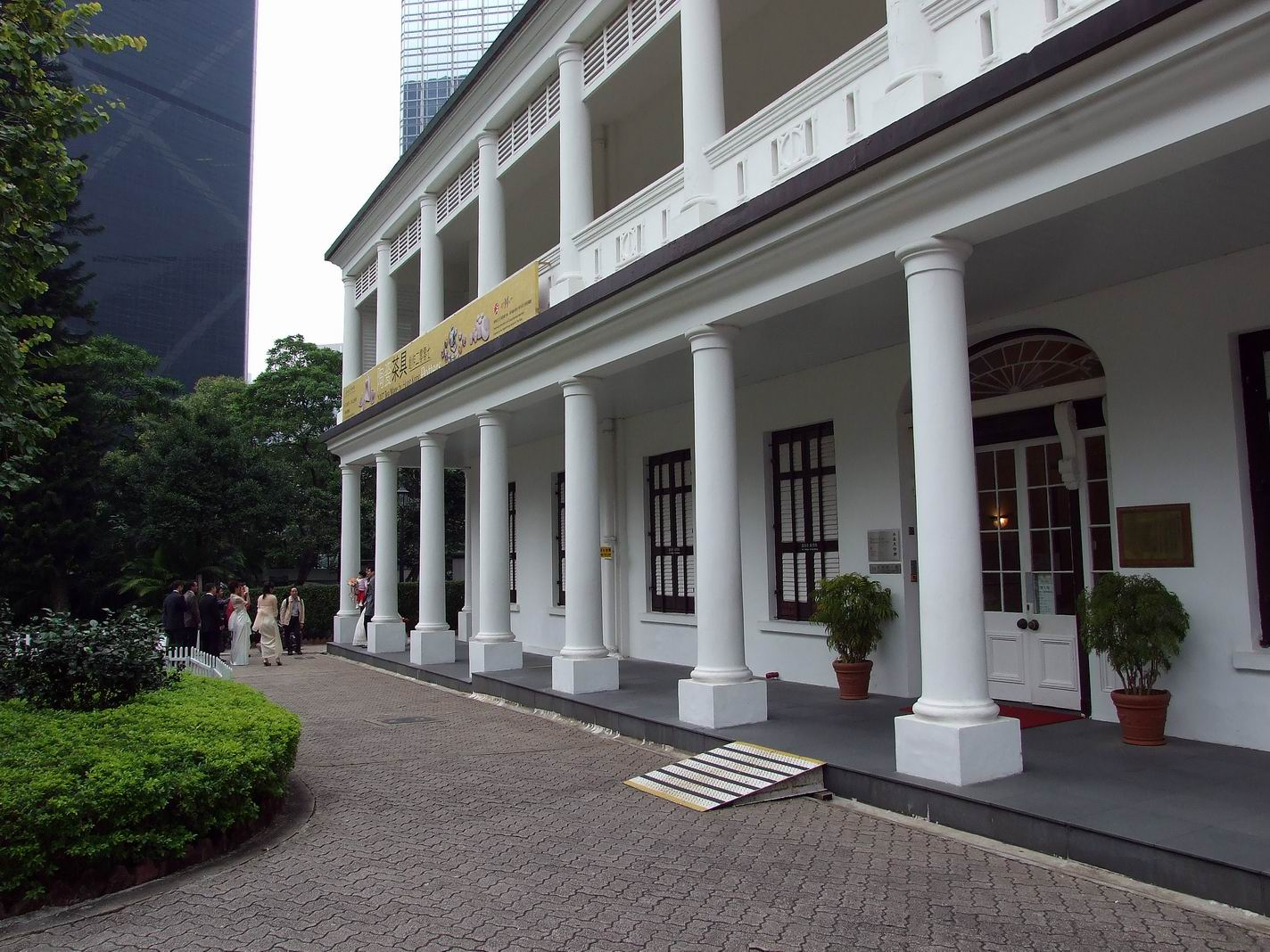
플래그스태프 하우스
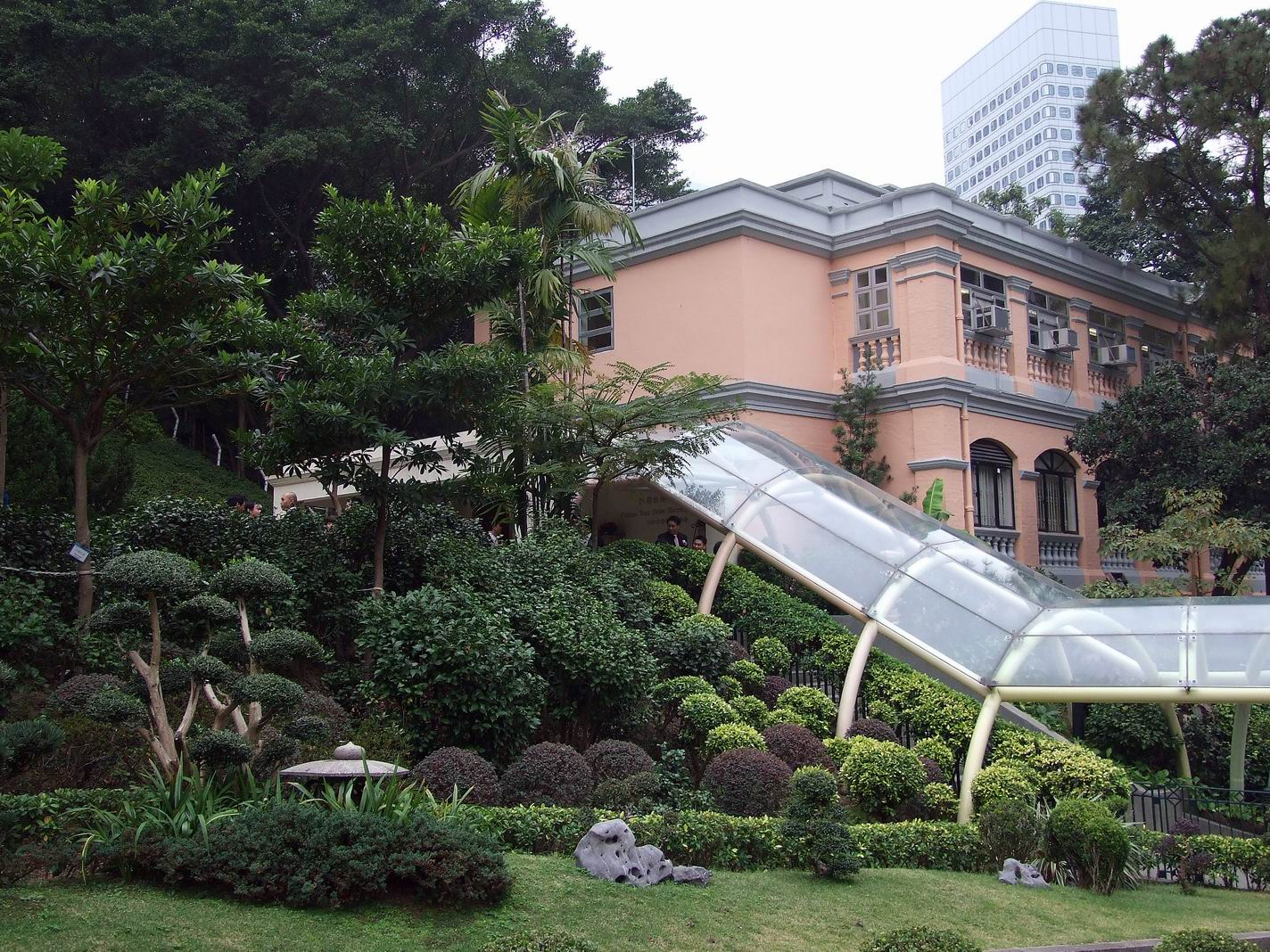
로슬린 하우스
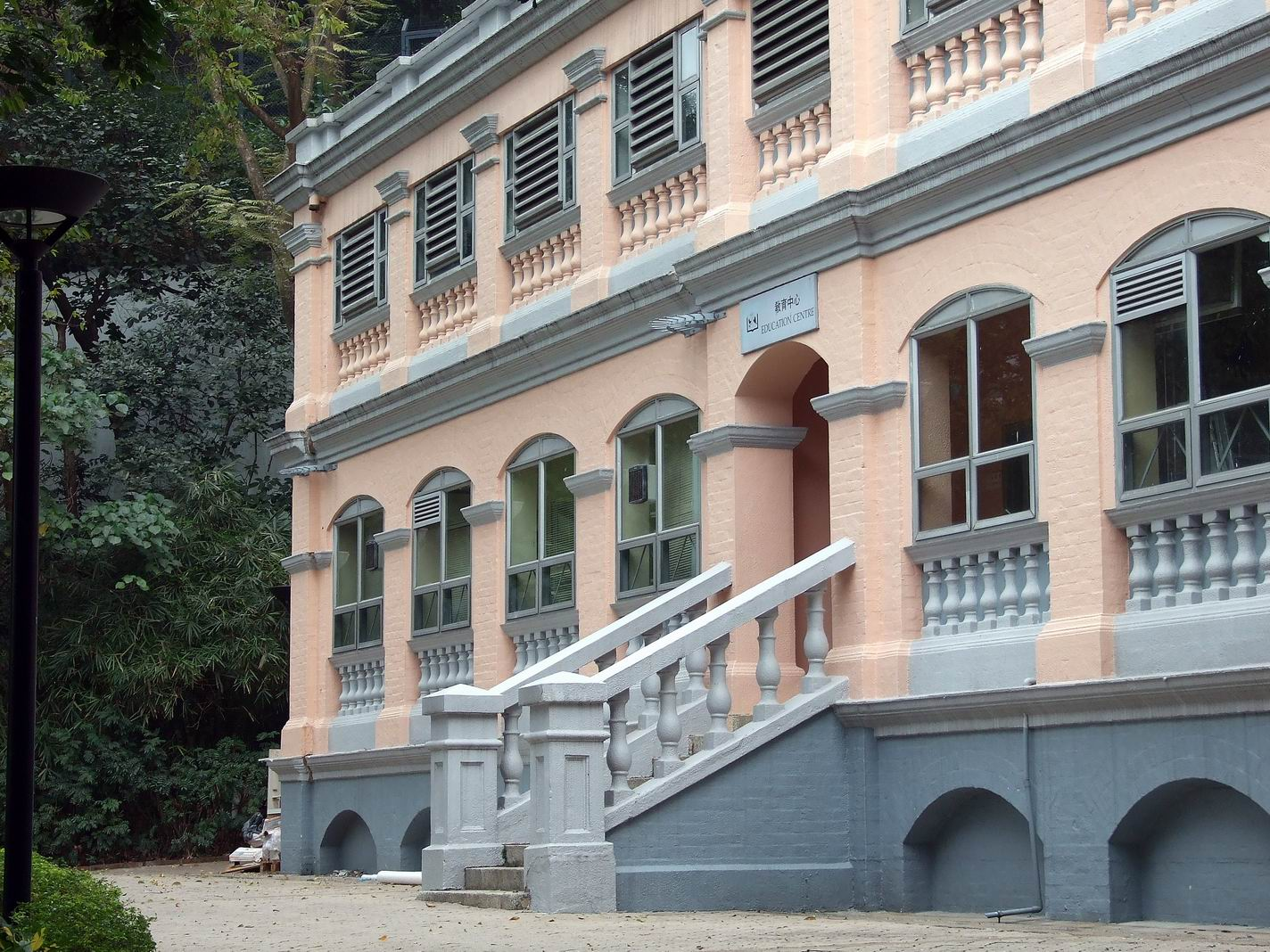
와발 블록
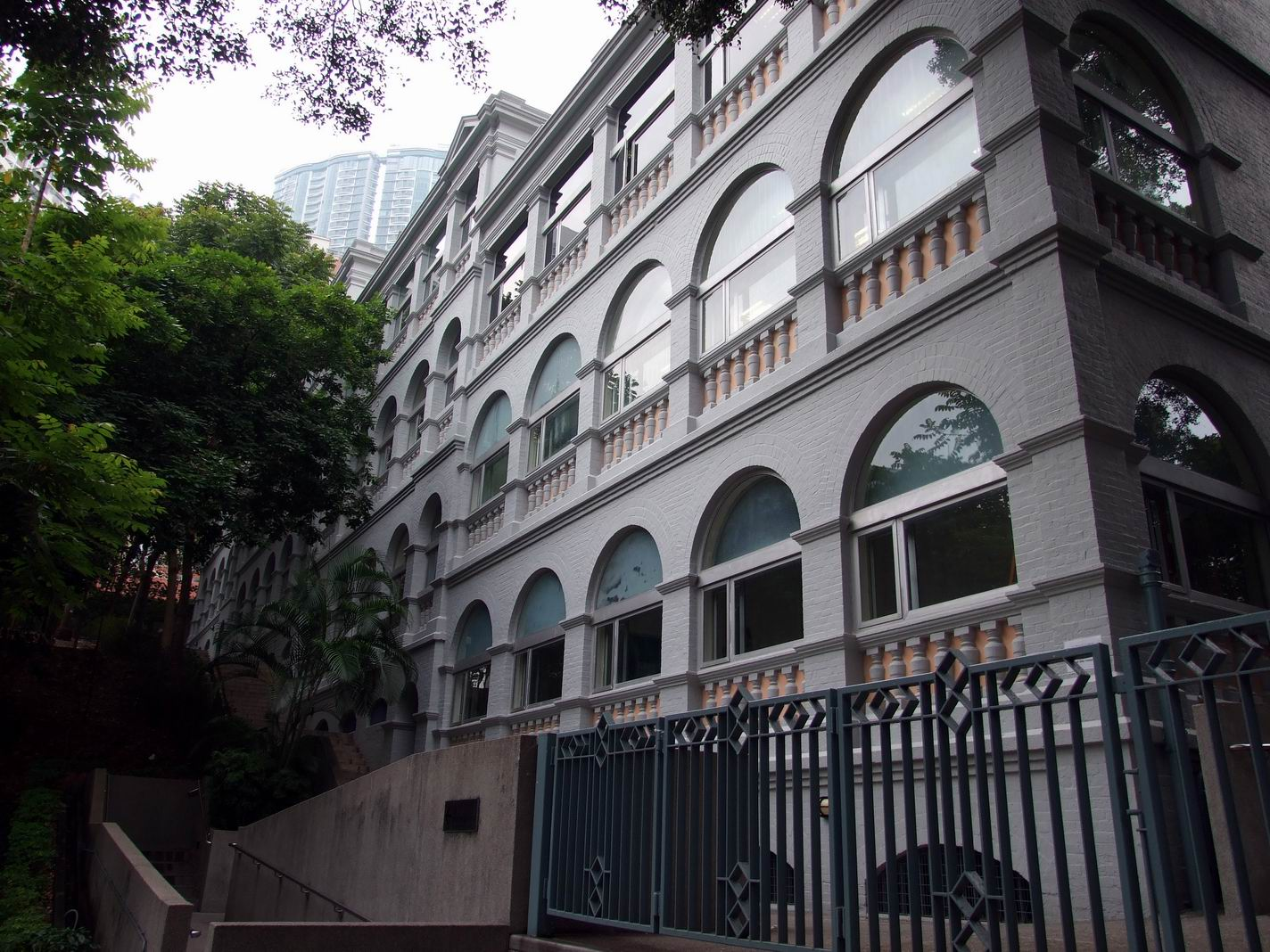
캐슬스 블록

- 플래그스태프 하우스
- 로슬린 하우스
- 와발 블록
- 캐슬스 블록

## 수상
- 공원의 디자인은 1998년 어번 다자인 어너 어워드에서 수상하였다.[1][2]